# مدار لیساژو
مدار لیساجو یا مدار لیساژو (انگلیسی: Lissajous orbit). در اخترپویاشناسی، (تلفظ [li.sa.ʒu])، به نام فیزیکدان فرانسوی ژول آنتوان لیساژوس، یک مسیر مداری شبه‌تناوبی است که یک جسم می‌تواند در اطراف یک نقطه لاگرانژی سیستم سه جسمی، بدون نیاز به نیروی محرکه، آن را دنبال کند. مدارهای لیاپانوف بر گِرد نقطهٔ لاگرانژی مسیرهای منحنی هستند که به‌طور کامل در صفحهٔ دو جسم اصلی قرار دارند. در مقابل، مدارهای لیساژو شامل اجزایی در این صفحه و عمود بر آن هستند و از منحنی لیساژو پیروی می‌کنند. مدارهای هاله نیز شامل اجزای عمود بر صفحه هستند، اما دوره‌ای هستند، در حالی که مدارهای لیساجو معمولاً این‌گونه نیستند.
در عمل، هر مداری در اطراف نقاط لاگرانژی L1، L2 یا L3 از نظر دینامیکی ناپایدار است، به این معنی که انحرافات کوچک از حالت تعادل در طول زمان افزایش می‌یابد. در نتیجه، فضاپیماها در این مدارهای نقطه‌ای لاگرانژی باید از سیستم‌های رانش خود برای نگهداری موقعیت مداری خود استفاده کنند. اگرچه آنها کاملاً پایدار نیستند، اما یک تلاش نه‌چندان دشوار برای حفظ ایستگاه، فضاپیما را برای مدت طولانی در مدار مورد نظر لیساجو نگه می‌دارد.
در غیاب تأثیرات دیگر، مدارهای حول نقاط لاگرانژی L4 و L5 تا زمانی که نسبت جرمی دو جرم اصلی بیشتر از ۲۵ باشد، از نظر دینامیکی پایدار هستند. دینامیک طبیعی فضاپیما (یا جسم آسمانی طبیعی) را در مجاورت نقطهٔ لاگرانژی بدون استفاده از سیستم رانش نگه می‌دارد، حتی زمانی که کمی از حالت تعادل خارج شده باشد. با این حال، این مدارها می‌توانند توسط دیگر اجرام عظیم نزدیک بی‌ثبات شوند. به عنوان مثال، مدارهای اطراف نقاط L4 و L5 در منظومهٔ زمین-ماه به دلیل اختلالات سیاره‌ها، به جای میلیاردها سال، تنها چند میلیون سال طول می‌کشد.